# أساطير الماوري
ميثولوجيا الماوري (بالإنجليزية: Māori mythology) أو الميثولوجيا الماورية تتكون من فئتين رئيسيتين وهما التقاليد التي تم توارثها من جيل إلى جيل حتى لا تضيع، والأساطير المتنوعة. وكانت المعتقدات والطقوس والنظرة العالمية لدى مجتمع الماوري تستند إلى أساطير معقدة ورثت من بولينيزيا وقد تم تكييفها وتطويرها لتلائم البيئة الجديدة للماوري. وأثناء قدوم الماوري إلى نيوزيلندا أحضروا معهم تقاليدهم والفولكلور والعادات. كانت الأساطير والمعتقدات الروحية مهمة وتم توارثها من جيل إلى جيل. وعلى الرغم من أن العمل التبشيري المسيحي كان له دور رئيسي في تشكيل نيوزيلندا الحديثة، إلا أن مجتمعات الماوري كانت متمسكة بأسلافهم وأساطيرهم المحلية الموجودة حاليًا.
لقد آمن الشعب الماوري بعالم تسيطر فيه الآلهة على حياة الناس ويمكن العثور عليها في الطبيعة. كل الأشياء لها قوة الحياة. كان لديهم أساطير لشرح خلق الأرض والنجوم والقمر والمناسبات الخاصة. لقد اشتهروا بأعمالهم الفنية المزخرفة واستخدموا الفن لوصف معتقداتهم. كان هناك كهنة اجروا الطقوس. والأرواح كانت جيدة أو شريرة ويمكن أن تؤثر على الناس. ويتم تشارك الأساطير والمعرفة الدينية من خلال قصص للشباب.

### السماء والأرض

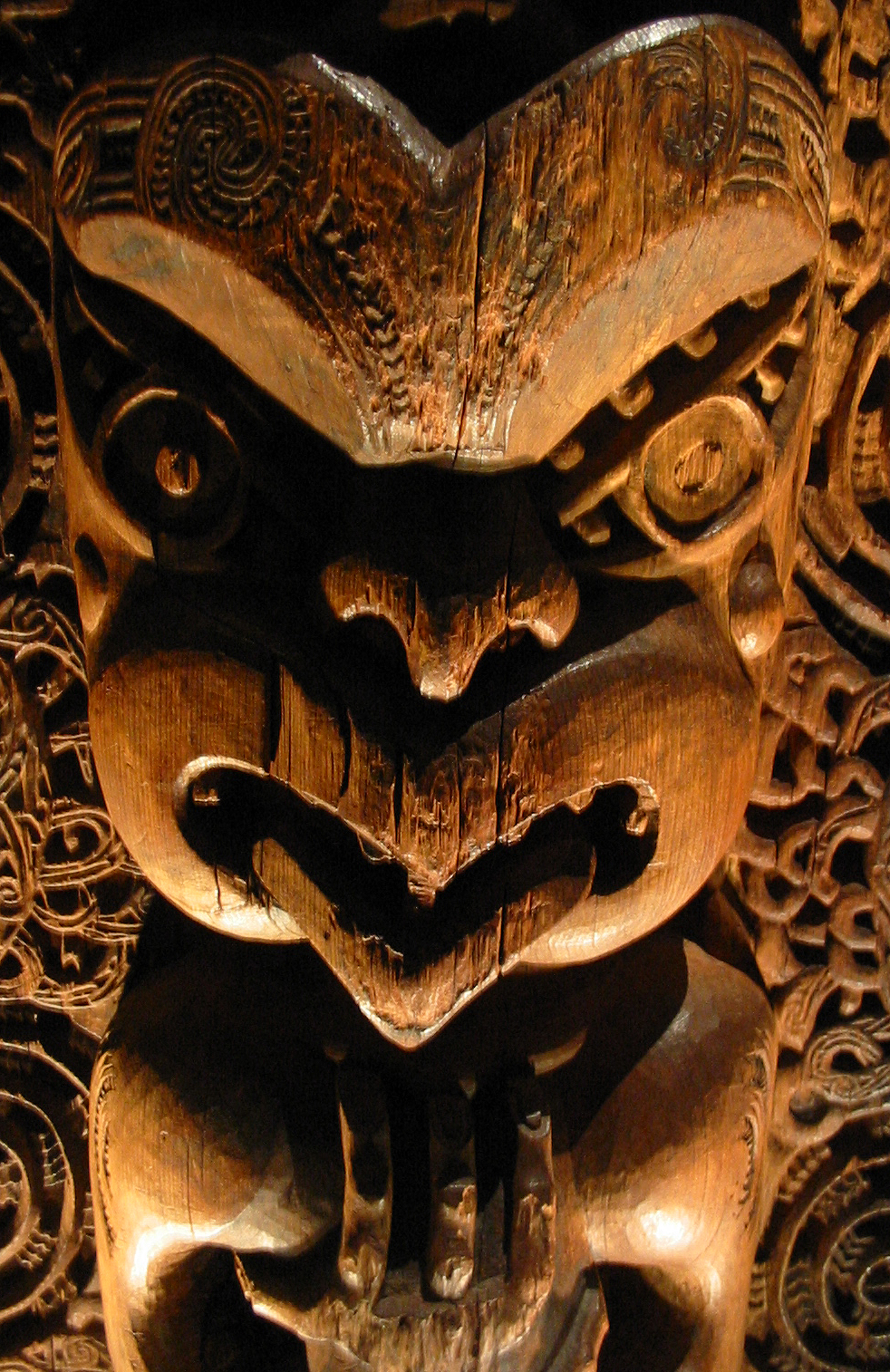